# NGC 5338
NGC 5338 ist eine linsenförmige Galaxie vom Hubble-Typ SB0 im Sternbild Jungfrau. Sie ist schätzungsweise 35 Millionen Lichtjahre von der Milchstraße entfernt.
Das Objekt wurde am 3. Mai 1877 von Lawrence Parsons entdeckt.